# 松井紀美江
松井 紀美江（まつい きみえ、1953年10月2日 - ）は、日本の女優である。本名は同じ。旧芸名は松井 きみ江（読み同じ）。キャストパワー所属。

## 来歴
神奈川県鎌倉市出身。北鎌倉女子学園高等部卒。人間プロダクション、向日葵企画、オフィス80、MC企画（東京）、丹波プロダクション、ラヴァンス、エイチツーオー（2016年9月から）を経て、2025年2月よりキャストパワー所属。
悪女役からコミカルな役まで幅広く演劇活動を行っている。

## 出演

### テレビドラマ
- 仮面ライダー 第80話「ゲルショッカー出現!! 仮面ライダー最後の日」（1972年、東映 / MBS）- キャンプの少女
- あしたに駈けろ! 第4話（1972年、CX）
- 恋は大吉（1972年、NTV）
- 太陽にほえろ!（東宝 / NTV）
  - 第48話「影への挑戦」（1973年） - 高野祥子
  - 第129話「今日も街に陽が昇る」（1975年） - 「パレス・サンライズ」職員
  - 第392話「流れ者」（1980年） - 宮坂ユミ
- バーディー大作戦 第42話「赤い唇  おとり捜査官」（1975年、TBS）
- 正義のシンボル コンドールマン（1975年、NET） - 大前田マキ
- プレイガールQ 第39話「天使は裸で勝負する」（1975年、12ch） - 名取とも子
- 宇宙鉄人キョーダイン 第28話「にげろ! 空飛ぶ人喰いビルディング」（1976年、MBS） - 道子
- ジャッカー電撃隊 第9話「7ストレート!!地獄の必殺拳」（1977年、ANB） - 石山歩
- 特捜最前線（ANB）
  - 第89話「パトロール婦警狙撃事件!」（1978年）
  - 第426話「海外特派員殺人ミステリー!」（1985年）
  - 第457話「終着駅の女II 上野駅・徳永礼子の犯罪!」（1986年）
- 噂の刑事トミーとマツ 第1シリーズ 第50話「トミマツもん絶! 花嫁が消えた」（1980年、大映テレビ / TBS） - 結婚式場職員
- 土曜ワイド劇場（ANB→EX）
  - 江戸川乱歩の美女シリーズ 第13作「魅せられた美女 」（1980年、松竹） - ホテルの仲居
  - 愛人バンク殺人事件 夢を売る女たち「月4回、20万円…」（1984年2月11日）
  - 牟田刑事官事件ファイル
    - 第2作「女たちの殺人パーティー」（1985年） ‐ 笹井真知子
    - 第4作「財布を拾った女」（1985年）
    - 第9作「岸辺に立つ女」（1988年） - 雀荘経営者

  - オフィス妻のさけび 超高層ビルから死の投身!? 過去を買った女（1985年5月25日）
  - 赤いドレスの女 ファッションデザイナー殺人事件（1985年10月26日）
  - 変身する女 桂木亜紀子 きもの学院連続殺人事件「炎上したモーターボートの謎」（1988年7月30日）
  - 探偵・神津恭介の殺人推理 第9作「こだま号遠隔マジック!?」（1990年5月26日） - 中山まゆみ
  - 松本清張作家活動40年記念・霧の旗（1991年11月23日） - 佐々木信子
  - 温泉若おかみの旅情殺人推理 第1作「山陰・城崎〜女3人死体連れ」（1994年7月30日） - 中川和枝
  - タクシードライバーの推理日誌 第7作「真夜中の殺人招待状!」（1997年1月11日） - 鈴木和枝
  - 夜間検証 美人キャスター 殺人事件（1997年2月22日） - 山下医師
  - 江戸ッ子探偵殺人案内 第1作「パチンコ依存症の女が謎の言葉を残して死んだ…」（1997年6月14日） - 天野春枝
  - 法医学教室の事件ファイル 第16作「監察医vs.鑑識官女ふたりの熱い闘い」（2002年7月13日） - 海部小夜子
  - 松本清張没後10年記念・黒の奔流（2002年9月28日） - 阿部千鶴の同僚
  - 50億を相続する女 私は自分の死体と対面した…（2003年9月6日） - 金子咲江
  - 検事・朝日奈耀子 第4作「函館立待岬 北の殺人物語・3つの殺人で1つの死体!?」（2006年1月14日） - 喜羊苑オーナー
  - 火災調査官・紅蓮次郎 第10作（2010年2月13日）
  - ショカツの女 新宿西署 刑事課強行犯係 第4作（2010年4月17日） - 内田昌枝
  - 100の資格を持つ女〜ふたりのバツイチ殺人捜査〜 第10作「店長から板前まで全員が女性の居酒屋チェーンで連続殺人事件」（2015年10月10日） - アパートの管理人
  - ヤメ検の女 第6作「情熱弁護士&機関銃トークのクセ者検事!」（2015年11月7日）
  - 臨場する女 捜査検事 雨音香（2016年1月23日） - 渡辺五月
- 秘密のデカちゃん 第7話「署長マッサオ! 娘15の結婚宣言」（1981年、TBS）
- 新・必殺仕舞人 第6話「南部よしゃれは鬼の道」（1982年、ABC） - たえ
- 大江戸捜査網（TX / 三船プロ）
  - 第620話「美女誘拐! 涙の居残り野郎」（1983年） - 小梅
  - 新 大江戸捜査網 第16話「父子星さすらい旅」（1984年） - 小りん
- 大奥 第47話「年上の佳人」（1984年、KTV）
- 西部警察 PART-III 第65話「鮮血の絆!」（1984年、ANB） - 桐原千恵
- スクール☆ウォーズ（1984年 - 1985年、TBS） - 柳俊子
- 私鉄沿線97分署 第26話「夢!? ヒロシが飛んで行く!」（1985年、ANB）
- 乳姉妹（1985年、大映テレビ / TBS） - 三森育代
- あぶない刑事 第33話「生還」（1987年、NTV）
- 金曜女のドラマスペシャル / 離婚夫婦の鹿児島殺人ミステリー（1987年、CX）
- ハングマンGOGO 第2話「インチキ霊感には超能力で勝負!」（1987年） - 前川理沙
- プロゴルファー祈子（1987年 - 1988年、CX / 大映テレビ） - 野沢冬子
- 火曜サスペンス劇場（NTV）
  - 浅見光彦ミステリー 第1作「平家伝説殺人事件」（1987年） - 稲田萌子
  - 女弁護士 高林鮎子 第6作「船岡発普通列車 無縁坂の女」（1989年7月10日）
  - 監察医・室生亜季子（東映）
    - 第11作「歪んだ告白」（1992年） - 小島幸子
    - 第13作「犯罪性なし」（1993年） - 白井園子

  - 地方記者・立花陽介 第6作「鎌倉湘南通信局」（1995年、オセロット） - 鶴田俊哉の元妻　現スナックママ
  - 検事・霞夕子 第16作「予期せぬ花束」（2000年、ユニオン映画） - パブ「茜」ママ
  - 女の橋（2001年、東映）
  - デパ地下の女（2005年、東映）
- 火曜スーパーワイド（ANB）
  - 万歳! 奇蹟の赤ちゃん出産 看護婦青春物語（1988年4月19日）
  - 山村美紗の密室ミステリー 京舞妓殺人事件 舞妓さんは名探偵II ニセブランド品が死を招く!（1989年8月1日） - 真理
- はぐれ刑事純情派
  - 第1シリーズ 第15話「美人銀行員の完全犯罪」（1988年）
  - 第2シリーズ 第26話「金庫番の女」（1989年）
  - 第4シリーズ 第2話「夫を警察に売った人妻」（1991年） - 小村克己
  - 第5シリーズ 第7話「虚栄の果て・山の手夫人の完全犯罪!?」（1992年） ‐ 葛井真知子
  - 第12シリーズ 第1話「南国土佐、四万十川を捨てた女! 殺人容疑の母が証言拒否!? ぬいぐるみ人形だけが知っていた」（1999年） - 杉山和代
  - 第14シリーズ 第10話「女たちの戦い! 殺意のガーデニング」（2001年）
- ザ・刑事（1990年、ANB）
- お江戸捕物日記 照姫七変化 第12話「琴の爪が死を招く」（1990年、CX / 東映）
- スクールウォーズ2 第2話「絶対に逃げてやる」（1990年、TBS）
- 月影兵庫あばれ旅 第2シリーズ 第8話「その手は桑名の大捕物!」（1990年、TX / 松竹） - おくめ
- ナースステーション （1991年、TBS）
- 花王 愛の劇場（TBS）
  - 天までとどけ パート1（1991年）
  - 私の生徒は12人（1992年）
  - はれ時々くもり（1999年、東北新社）
- 徳川無頼帳 第11話「四十八手とそろばん侍」（1992年、TX）
- 半七捕物帳 第2話「情け心が悪を討つ」（1992年、NTV / ユニオン映画） - お銀
- 七つの離婚サスペンス「ピエロ」（1993年1月、KTV系 / 東映）
- 名奉行 遠山の金さん（EX / 東映）
  - 第5シリーズ 第12話「女の斗い!風呂屋乗っ取りの罠」（1993年7月1日） - お勝
  - 第6シリーズ 第1話「（秘）大奥女中謎の死」（1994年6月9日） - 萩乃
  - 金さんVS女ねずみ 第17話「美しい娘白浪の涙」（1998年8月22日） - お徳
- 闇から来た少女（1993年、KTV）
- 銭形平次（CX）
  - 第4シリーズ 第3話「呪われた女」（1994年）
  - 第5シリーズ 第7話「危険な関係」（1995年） - おせん
- 付き馬屋おえん事件帳 第3シリーズ 第1話「たった十日の花嫁」（1995年、松竹 / TX）
- ひと夏のラブレター（1995年、TBS）
- 鬼平犯科帳 第8シリーズ 第7話「同門対決」（1998年、CX）
- 大岡越前 第15部 第24話「冤罪」（1999年3月1日、TBS / C.A.L） - お崎
- 金曜エンタテイメント→金曜プレステージ
  - 浅見光彦シリーズ
    - 第1作「伊香保殺人事件」（1995年） - 岡野松美
    - 第43作「還らざる道」（2012年） - 瀬戸典子
    - 第46作「はちまん」（2013年） - 鯉田敏子

  - おだまりコンビシリーズ 第1作（1999年） - 速見順子
  - おばさんデカ 桜乙女の事件帖 第8作（2000年） - 仁科一美
- はるちゃん4（2000年4月 - 6月、THK / 国際放映）
- 京都迷宮案内 第3シリーズ 第8話「欲望の三姉妹! 京漬物に隠された真実!!」（2001年、ANB） - 前園竹子
- 月曜ミステリー劇場→月曜ゴールデン（TBS）
  - 世直し公務員ザ・公証人 第2作（2003年） - 高沢碧
  - 警視庁南平班〜七人の刑事〜 第2作（2010年） - 棚橋のアパートの隣人
  - オバベン -京都ふたりの女弁護士- 第2作（2015年11月16日） - 佐藤朋美
- ドラマSP 点と線（2007年、EX）
- サギ師リリ子（2009年、TX） - 川松秋江
- わたしが子どもだったころ（2009年、NHK BShi） - 音楽家・菊地成孔の母
- 水曜ミステリー9 / 密会の宿 第8作（2011年、TX） - 古谷勝江
- ドラマスペシャル 黒の斜面（2016年1月24日、EX） - スナックのママ
- 警視庁捜査一課9係（2017年） ‐ 木崎佳枝
- 遺留捜査（2017年） ‐ 橋本美幸
- 刑事7人（2017年） ‐ 下村早苗
- 約束のステージ 〜時を駆けるふたりの歌〜（2019年2月22日）
- 相棒 season18 第7話（2019年11月27日、EX）- 阿久津貴子

### 映画
- 直撃地獄拳 大逆転（1974年、東映） - 若い女
- 少林寺拳法（1975年、東映）
- 実録三億円事件 時効成立（1975年、東映） - 多摩平の主婦
- 丹波哲郎の大霊界 死んだらどうなる（1989年、丹波企画 / 松竹富士） - 野村時枝
- 丹波哲郎の大霊界2 死んだらおどろいた!!（1990年 丹波企画 / 松竹富士）
- ふうせん（1990年、東映） - 「アマン」のママ
- 空蝉　(2003年)
- 十三通目の手紙（2004年） - 上田編集長

### バラエティー番組
- クイズ!脳ベルSHOW（BSフジ）
  - BSフジ11時間テレビ 全国対抗!脳トレ生合戦 (2018年11月17日)